# Grondwet van Californië
De Grondwet van Californië (Engels: Constitution of California of California Constitution) is het document waarin de verantwoordelijkheden, machten, structuur en functie van de overheid van de Amerikaanse staat Californië zijn vastgelegd.
De oorspronkelijke grondwet van de staat werd in november 1849 aangenomen, nog voor Californië in 1850 een staat van de VS werd. De huidige grondwet werd op 7 mei 1879 geratificeerd. Onder invloed van het wantrouwen dat progressieven hadden ten opzichte van verkozenen, is de grondwet van 1879 een van de langste ter wereld geworden. Ook het Mexicaanse systeem van continentaal recht wordt genoemd als mogelijke factor in de lengte van de Californische grondwet. Sinds 1911 is de Californische grondwet meer dan 400 keer geamendeerd.

## Bijzonderheden
Bijzonder aan de Grondwet van Californië is dat zij geïncorporeerde steden meer rechten en bescherming biedt. De opkomst van contract cities wordt hieraan gerelateerd.
Daarnaast voorziet de grondwet in twee verschillende manieren om de grondwet te amenderen: revisies en grondwettelijke amendementen. Revisies – substantiële wijzigingen aan de wet – vereisten oorspronkelijk een grondwettelijke conventie, maar verlopen nu op een gelijkaardige manier als amendementen. Ze worden wel nog steeds als meer politiek geladen beschouwd.
Californië's grondwet bevat ook een opsomming van de burgerrechten; die is doorgaans breder opgevat dan de federale Bill of Rights.